# Dalekie horyzonty
Dalekie horyzonty – antologia opowiadań science fiction, nawiązujących do najsłynniejszych cykli literackich s-f. Podobnie jak analogiczne, ale dotyczące fantasy, zbiory Legendy, wydawnictwo zredagował Robert Silverberg. Wydane przez Avon Books w 1999 r., polską edycję wydała oficyna Prószyński i S-ka w 2000 r.
Antologia otrzymała Nagrodę Locusa w kategorii Najlepsza Antologia za rok 2000.

## Zawartość
| Autor             | Tytuł (Tytuł oryg.)                                                | Cykl                   |
| ----------------- | ------------------------------------------------------------------ | ---------------------- |
| Ursula K. Le Guin | Dawna Muzyka i niewolnica (Old Music and the Slave Women)          | Ekumena                |
| Joe Haldeman      | Odrębna wojna (A Separate War)                                     | Wieczna wojna          |
| Orson Scott Card  | Doradca inwestycyjny (Investment Counselor)                        | Saga Endera            |
| David Brin        | Pokusa (Temptation)                                                | Wspomaganie            |
| Robert Silverberg | Poznać Smoka (Getting to Know the Dragon)                          | Roma Eterna            |
| Dan Simmons       | Wychodźcy z „Helisy” (Orphans of the Helix)                        | Pieśni Hyperiona       |
| Nancy Kress       | Nie budźcie śpiących psów (Sleeping Dogs)                          | Bezsenni               |
| Frederik Pohl     | Chłopiec, który mógł żyć wiecznie (The Boy Who Would Live Forever) | Opowieści o Heechach   |
| Gregory Benford   | Głód nieskończoności (A Hunger for the Infinite)                   | Saga Centrum Galaktyki |
| Anne McCaffrey    | Statek, który powrócił (The Ship That Returned)                    | Statek, który śpiewał  |
| Greg Bear         | Droga wszystkich duchów (The Way)                                  | Droga                  |